# Liste der Baudenkmale in Leezdorf
In der Liste der Baudenkmale in Leezdorf sind die Baudenkmale der niedersächsischen Gemeinde Leezdorf und ihrer Ortsteile aufgelistet. Der Stand der Liste ist der 11. Februar 2021. Die Quelle der Baudenkmale ist der Denkmalatlas Niedersachsen.

## Allgemein
In den Spalten befinden sich folgende Informationen:
- Lage: die Adresse des Baudenkmales und die geographischen Koordinaten. Kartenansicht, um Koordinaten zu setzen. In der Kartenansicht sind Baudenkmale ohne Koordinaten mit einem roten Marker dargestellt und können in der Karte gesetzt werden. Baudenkmale ohne Bild sind mit einem blauen Marker gekennzeichnet, Baudenkmale mit Bild mit einem grünen Marker.
- Bezeichnung: Bezeichnung des Baudenkmales
- Beschreibung: die Beschreibung des Baudenkmales. Unter § 3 Abs. 2 NDSchG werden Einzeldenkmale und unter § 3 Abs. 3 NDSchG Gruppen baulicher Anlagen und deren Bestandteile ausgewiesen.
- ID: die Objekt-ID des Baudenkmales
- Bild: ein Bild des Baudenkmales, ggf. zusätzlich mit einem Link zu weiteren Fotos des Baudenkmals im Medienarchiv Wikimedia Commons. Wenn man auf das Kamerasymbol klickt, können Fotos zu Baudenkmalen aus dieser Liste hochgeladen werden:

## Leezdorf

### Gruppe: Leezdorf, Mühlenanlage
Die Gruppe „Leezdorf, Mühlenanlage“ hat die ID 34633628.

| Lage                                     | Bezeichnung | Beschreibung | ID       | Bild           |
| ---------------------------------------- | ----------- | --- | -------- | -------------- |
| Sträkweg 29 53° 32′ 57″ N, 7° 17′ 34″ O  | Gulfhaus    | Gulfhaus (Gulfhaus (Müllerhaus)). Gulfhaus des ostfriesischen Typs. Gut erhaltener Backsteinbau mit überwiegend erhaltenen Fenstern. Um 1870.                                             | 34669810 | Weitere Bilder |
| Sträkweg 29a 53° 32′ 57″ N, 7° 17′ 32″ O | Mühle       | Mühle (Windmühle). 3-gesch. Galerieholländer auf oktogonalem Grundriss. Rumpf in Backsteinmauerwerk. Schieferdeckung des Aufbaus neu. 1896. Magazinanbau 1937. Renovierung abgeschlossen. | 34669786 |                |

### Einzelbaudenkmale
| Lage                                         | Bezeichnung              | Beschreibung | ID       | Bild |
| -------------------------------------------- | ------------------------ | --- | -------- | ---- |
| Am Sandkasten 53 53° 32′ 38″ N, 7° 17′ 49″ O | Wohn-/Wirtschaftsgebäude | Wohn-/Wirtschaftsgebäude (Landarbeiterhaus) mit: Hecke; Hinter hoher Buchenhecke stehendes Landarbeiterhaus. Backsteinbau mit quererschlossenem Wirtschaftsteil, Fenster erhalten. Nur geringe Veränderungen. Ende 19. Jh. Bedeutung: Historisch. Wesentliche Begründung: 1.06 geschichtliche Bedeutung aufgrund des Zeugnis- und Schauwertes durch beispielhafte Ausprägung eines Stils und / oder Gebäudetypus. | 34669591 | BW   |
| Am Sandkasten 53 53° 32′ 38″ N, 7° 17′ 51″ O | Hecke                    | | 34669834 | BW   |
| Brottweg 3 53° 32′ 44″ N, 7° 19′ 1″ O        | Wohn-/Wirtschaftsgebäude | Wohn-/Wirtschaftsgebäude, ehem. (Landarbeiterhaus). Reetgedeckter Backsteinbau mit quererschlossenem Wi-Teil. Um 1870. Zu Ferienhaus umgenutzt. | 34669615 | BW   |
| Kirchweg 11 53° 32′ 15″ N, 7° 17′ 42″ O      | Gulfhaus                 | Gulfhaus (Gulfhaus). Gulfhaus d. ostfriesischen Typs. Gut erhaltener Backsteinbau mit originalen Fenstern. Wohnteil mit Ziegelziersetzung. Um 1890. | 34669664 | BW   |
| 53° 32′ 34″ N, 7° 19′ 57″ O                  | Wohn-/Wirtschaftsgebäude | Wohn-/Wirtschaftsgebäude (Landarbeiterhaus). Landarbeiterhaus in Backstein mit quererschlossenem Wirtschaftsteil von 1910. | 34669700 | BW   |